# Tomb Raider Chronicles
"Tomb Raider Chronicles" este al cincilea joc din seria "Tomb Raider", lansat de Core Design și Eidos Interactive în anul 2000. Jocul continuă povestea Larei Croft, eroina principală, oferind jucătorilor ocazia să exploreze aventurile anterioare ale acesteia prin intermediul unor amintiri rememorate de prietenii săi. "Tomb Raider Chronicles" se distinge prin diversitatea nivelurilor și complexitatea puzzle-urilor, rămânând fidel formulei care a consacrat seria.

## Dezvoltare și Lansare
"Tomb Raider Chronicles" a fost dezvoltat de Core Design și publicat de Eidos Interactive. A fost lansat pe platformele PlayStation, Microsoft Windows, Sega Dreamcast și Mac OS. Lansarea oficială a avut loc pe 17 noiembrie 2000 în America de Nord și pe 24 noiembrie 2000 în Europa.

## Povestea Jocului
Povestea din "Tomb Raider Chronicles" este împărțită în patru episoade distincte, fiecare reprezentând o aventură din trecutul Larei Croft. Jocul începe cu o scenă în care prietenii Larei, inclusiv Winston, Charles Kane și Jean-Yves, se întâlnesc la conacul Croft pentru a comemora dispariția acesteia, după evenimentele din "Tomb Raider: The Last Revelation". În timpul acestei întâlniri, fiecare dintre ei își amintește câte o aventură a Larei, ceea ce constituie structura narativă a jocului.

### Episodul 1: Roma
Prima amintire îl plasează pe jucător în Roma, unde Lara caută Piatră Filozofală. Aceasta este o aventură clasică de tip "Tomb Raider", cu multe puzzle-uri, capcane și inamici. Lara explorează catacombele romane și se confruntă cu rivali care doresc să obțină același artefact.

### Episodul 2: Rusia
A doua amintire este situată pe un submarin rusesc, unde Lara trebuie să recupereze o lance legendară. Acest episod este notabil pentru atmosfera sa tensionată și utilizarea echipamentelor tehnologice moderne, oferind o schimbare de ritm față de explorările tradiționale ale mormintelor.

### Episodul 3: Insula Irlandeză
Al treilea episod are loc pe o insulă irlandeză, unde Lara este o adolescentă și trebuie să se confrunte cu creaturi supranaturale. Această secțiune este mai orientată spre elemente horror și mitologice, evidențiind curajul și ingeniozitatea Larei încă de la o vârstă fragedă.

### Episodul 4: Turnul Von Croy
Ultimul episod se desfășoară în turnul high-tech al lui Werner Von Croy, mentorul și rivalul Larei. Lara trebuie să se strecoare și să evite sistemele de securitate avansate pentru a obține un artefact valoros. Acest episod accentuează abilitățile de infiltrare și stealth ale Larei.

## Gameplay
"Tomb Raider Chronicles" menține mecanicile de bază ale seriei, cu accent pe explorare, rezolvarea puzzle-urilor și luptele cu inamicii. Jocul introduce și câteva elemente noi:
- Stealth: Lara poate acum să se furișeze și să neutralizeze inamicii fără a fi detectată.
- Echipamente noi: Jocul include noi gadgeturi, precum o cameră de periscop și un cârlig magnetic.
- Mediu interactiv: Nivelurile sunt mai interactive, cu obiecte care pot fi mutate și utilizate pentru a rezolva puzzle-uri.

## Grafica și Sunetul
Grafica din "Tomb Raider Chronicles" a fost îmbunătățită față de jocurile precedente, beneficiind de texturi mai detaliate și modele de personaje mai realiste. Versiunea pentru Sega Dreamcast a fost deosebit de apreciată pentru calitatea sa vizuală superioară. Sunetul și muzica contribuie semnificativ la atmosfera jocului, oferind un fundal sonor adecvat fiecărei locații și situații.

## Recepție Critică
"Tomb Raider Chronicles" a primit recenzii mixte. Criticii au apreciat diversitatea nivelurilor și încercările de a introduce noi mecanici de gameplay, dar au remarcat și lipsa de inovație comparativ cu titlurile anterioare din serie. Jocul a fost considerat un punct de tranziție, menținând interesul fanilor până la lansarea următorului titlu major.

## Premii și Nominalizări
Deși "Tomb Raider Chronicles" nu a obținut premii majore, a fost nominalizat la diverse categorii în cadrul unor evenimente de gaming, recunoscându-i-se meritele pentru designul nivelurilor și narativă.

## Moștenire și Impact
"Tomb Raider Chronicles" este considerat un capitol important în seria "Tomb Raider", oferind o introspecție în trecutul Larei Croft și diversificând formula tradițională a jocurilor. De asemenea, a fost ultimul joc din serie dezvoltat pe motorul grafic original, pregătind terenul pentru reboot-ul seriei cu "Tomb Raider: The Angel of Darkness".

Jocul continuă să fie apreciat de fanii seriei pentru complexitatea sa și pentru că aduce un omagiu aventurilor clasice ale Larei Croft, consolidându-i statutul de icon al culturii pop.
1. ↑  Humble Store
2. 1 2  redump.org
3. ↑  Steam, accesat în 31 martie 2022